# Тятя
Тятя (на руски: Тятя; на японски: 爺爺岳) (Чачадаке, Чача, Цяця, Чачанобори, Чачанупури, Св. Антоний, Софунобори) е стратовулкан с 3 кратера, издигащ се в североизточната част на остров Кунашир, принадлежащ към веригата на Южните Курилски острови, Сахалинска област на Русия. Разположен е в Курилския резерват, а върхът му е най-високата точка на острова. Вулканът е симетричен, от типа двоен, един от най-красивите на островите и е неофициален символ на Кунашир, а изображението му се среща на много места.
Островът се намира на 25 км от полуостров Ноцуке на Хокайдо и е обект на териториален спор между Русия и Япония. В съответствие с Конституцията на Руската федерация, островът е част от територията на Русия, а според административно-териториалното деление на Япония той е част от окръг Немуро, префектура Хокайдо в Япония.

## Наименование
Айните, коренните жители на острова, наричат вулкана Чачанупури, което буквално означава „баща-планина“, а японците му дават име с подобно значение – Тят-яма. Руското название Тятя произбиза от японското. Древният гигант наистина изглежда като баща на всички околни планини, тъй като ги надминава по размер. Дълго време на европейските карти вулканът Тятя се отбелязва като като Връх Антоний. Според речника на Ф. И. Пиджянов това име му е дадено от холандския мореплавател Мартин Геритсон де Фриз през 1643 г. Носи името на Антоний ван Димен, вицекрал на Нидерландска източна Индия, по чието решение е изпратена експедиция до Курилските острови.

## Описание
Тятя се извисява на 1819 м (по други данни 1822 или 1772) над морското равнище и морфологично наподобява Везувий. Изригване през 1973 г. отрязва върха и височината му се намалява с 30 – 50 м. Вулканът е от типа Сома-Везувий, но само като външен вид. Състои се от симетричен пирокластичен конус, който се издига на 337 м над широкия, също симетричен ръб, на ерозионно набраздена плитка калдера. Ръбът ѝ върви на височино 1485 м над морското равнище. В основата си тя заема площ от около 200 км2, диаметърът и е 15 – 18 км, а в най-горната си част представлява приблизителна елипса с размери 2,1 х 2,4 км. В подножието си конусът има диаметър 15 – 18 км. Върхът му е полуразрушен и има плоска форма. В центъра му се намира кратер с размери 400 х 250 м с два експлозивни отвора.
Калдерата вероятно е образувана през ранния Холоцен, но не по-рано от късния Плейстоцен. Състои се от базалтови и базалто-андезитни скали. Лавата и пирокластитите от централния конус са изградени от оливин и базалт. Фенокристалите са от оливин, авгит и битовнит – почти чист плагиоклаз с незначителни примеси от албит. Плагиоклазовите микролити са малко по-киселинни от обичайното.
Голяма част от южното дъно на калдерата е покрита с пресни лавови потоци, които я препълват до върха. Те преливат и продължават до ръба на още по-стара калдера, образувана през късния Плейстоцен. Тя е резултат от изригване през страничния конус на северния ръб на калдерата, при което лавата достига до Охотско море. Два по-малки лавови потока се спускат от централния конус на северозапад и достигат дължина 3 – 3,5 км. Те покриват част от по-старите потоци, които стигат до основата на калдерата и са дълги 8 – 9 км. По-голямата част от централния конус и пода на калдерата са покрити с шлака. Тя продължава по склоновете на калдерата на около 700 м надолу от ръба ѝ.
Ръбът на калдерата е добре изразен само на юг. Югозападната част е с около 100 м по-ниска. Ръбът частично се забелязва на запад и северозапад, а на юг и отчасти на север той въобще липсва и плоският под на калдерата преминава директно към външните склонове. По скатовете на вулкана са разположени още 3 експлозивни кратера – Отважни, Радкевич и Володавец. Склоновете на север и юг се спускат до Охотско море и съответно до Тихия океан. На запад Тятя е отделен от вулкана Руруй с висока седловина. На изток, в подножието на конуса, се вижда терциерна основа. Наклонът в горната част на калдерата е около 30°, но в основата си не превишава 4° – 5°. На югоизточния скат на калдерата са образувани няколко шлакови конуса.
Почти цялата повърхност на склоновете е покрита с растителност. Това са главно иглолистни и широколистни гори с подлес от курилски бамбук. В по-високите части се среща бреза на Ерман и иглолистният храстовиден Pinus pumila (кедрово джудже). Растат камчатска, черна синя и червена боровинка, дива къпина, арктическа малина. В подножието на вулкана често се срещат мечки. Многобройните рекички са богати на сьомга.

## Активност
Изригванията на Тятя са от стромболийски тип, с преобладаващи базалтови и андезит-базалтови лавови потоци. Характеризират се със слаби ерупции с вулканичен експлозивен индекс 2 – 3. В края, когато се настъпва по-продължително прекъсване между експлозиите, те приключват с изхвърляне на андезит от по-старите канали.

### 1812 г.
Това е първото известно историческо изригване. В атриото (пръстеновидна долина, разположена между билото на калдерата и основата на вулканичния конус) се изливат свежи потоци от лава, а в края на ерупцията са изхвърлени шлака и вулканични бомби.

### 1973 г.
Изригването е предшествано от поредица от силни земетресения. На 17 юни става мощно земетресение, а седмица по-късно следва второ, което е още по-силно. На 7 юли, вследствие на чести експлозии, се образува 5 км висок пепелен стълб.
След като Тятя е заспал от 1812 г., вулканът изригва на 14 юли. Ерупцията става през нови отвори по фланговете на централния конус. Започва с колона от пара, която се издига на височина 600 м. Продължава с непрекъснато изхвърляне на огън и пепел на всеки 1,5 – 2 минути, а цветът на острова се променя от зелено до мръсно сиво в рамките на два дни. Кратер с размери 400 х 250 м отрязва върха на централния конус. Югоизточната част на ръба му остава значително по-висока от останалите и образува новия връх на вулкана с височина 1819 м. Симетричният конус на върха се издига на 400 м над пода на калдера, която пресича по-ранен плейстоценски вулкан.
На 16 юли в подножието на източния склон се образува още един кратер, който започва да изхвърля пепел на интервали от 1 секунда. Изхвърленият облак от пари и газове достига височина 5 – 6 км над върха, а през нощта се наблюдават пламъци. Взривовете стават на всеки 40 – 60 секунди и се чуват на разстояние 50 км от вулкана, а пепелната покривка в близост до него е с дебелина до 60 см. Това е едно от най-големите исторически изригвания на Курилските острови, активната експлозия продължава 12 дни и е последвана от два дни излив на лава. Изригването е толкова силно, че вулканичната пепел достигна крайбрежието на остров Шикотан, разположен на 80 км. от гигантската планина. След него североизточната част на острова е напълно обезлюдена, а голямото село Тятино е изоставено и изчезва безследно. От 1977 г. и в следващите години югоизточната част на ръба на кратера на върха започва да се рони и разпада.

### 1978 г.
На 20 юли жителите на Хокайдо чуват експлозия, която обаче не е регистрирана от сеизмографите на острова, а вулканът е скрит от гъста мъгла. На следващата сутрин екипажът на патрулна лодка наблюдава колона от бяла пара, издигаща се на 600 м над върха, но не чува експлозии.

### 1981 г.
На 10 юни екипажът на японска риболовна лодка, плаваща край остров Кунашир, наблюдава „дим“, който се издига над Тятя. През нощта на 24 юни метеорологичната станция в град Немуро на остров Хокайдо отбелязва наличие на оранжеви отблясъци в посока на вулкана, на разстояние 120 км. Не се съобщава за допълнителна активност.
На 20 септември въздушното наблюдение на вулканите в Южните и Централни Курилски острови показва, че кратерът на върха на Тятя е в състояние на умерена фумаролна активност. Не се наблюдават отделно изразени фумароли, а парите излизат от цялата повърхност на кратера на върха. Забелязани са многобройни места с изпарения и по външните склонове в близост до него. Не са отбелязани сериозни промени в близост до върха в сравнение с 1977 – 1978 г. Отчетено е известно увеличение на топлинната активност около новия отвор, образуван през 1973 г.

### 1982 г.
През февруари от централния кратер е изхвърлена колона от бяла пара с височина 1 – 1,5 км.

### 1988 г.
През ноември фумаролната активност в кратера на върха остава на същото ниво. В много части на кратера се наблюдава изхвърляне на пара, но добре оформени фумароли не се виждат. Интензитетът на отделяне на пара се увеличава след валежи и когато атмосферното налягане падне.

### 2010 г.
Сахалинската група за реагиране на вулканични изригвания на Сахалин (SVERT) докладва, че на сателитните снимки са открити термични аномалии – на 9 февруари, 31 май, 10 юни, 19 юни и 25 юни.

### 2019 г.
Наблюдава се само слаба фумаролна активност в централния кратер. Често върхът дими, а от страничния кратер се изхвърлят отровни газове. Тятя е опасен за самолетите заради токсичните газове както от върха, така и от страничния кратер. Възможно е такива неочаквани изблици да са довели до разбиването през различни години на няколко хеликоптера, прелетели над вулкана.